# Estación de Zabalburu
Zabalburu es un apeadero ferroviario situado en la ciudad española de Bilbao en la comunidad autónoma del País Vasco. Forma parte de las líneas C-1 y C-2 de la red de Cercanías Bilbao operada por Renfe. Está dedicada, como otros elementos de la capital vizcaína y su cinturón, a la familia de industriales y mecenas Zabálburu. De acuerdo con el estudio informativo de la Nueva Red Ferroviaria del País Vasco, con la construcción de la nueva estación de Abando Indalecio Prieto se clausurará y suprimirá este apeadero.

## Situación ferroviaria
La estación se encuentra en el punto kilométrico 0,6 de la línea férrea de ancho ibérico que une Bilbao con Santurce, a 37 metros de altitud.

## La estación
De la variante sur, una reorganización del entramado ferroviario de la ciudad de Bilbao nació la nueva estación de Zabalburu obra del arquitecto Eduardo Aurtenechea e impulsada por la sociedad Bilbao Ría 2000. Aunque no se contemplaba inicialmente, esta parada situada a poco más de 500 metros de la estación de Abando fue solicitada por los vecinos de los barrios Irala y de Zabala e inaugurada en el año 1999.
El acceso a la estación se sitúa sobre una pasarela que cruza el haz de vías y de la cual parten unas escaleras mecánicas cubiertas que finalizan su recorrido en un andén central al que dan servicios dos vías. 

## Servicios ferroviarios

### Cercanías
Los trenes de la línea C-1 y C-2 de la red de Cercanías Bilbao que opera Renfe tienen parada en la estación. Entre semanas la frecuencia media es de un tren cada diez-quince minutos.
| procedencia/destino | < estación    | Línea   | estación > | destino/procedencia |
| ------------------- | ------------- | ------- | ---------- | ------------------- |
| Bilbao Abando       | Bilbao Abando |         | Amézola    | Santurce            |
| Bilbao Abando       | Bilbao Abando | Musques | Amézola    |                     |